# James T. Farrell
James Thomas Farrell (n. 27 februarie 1904, Chicago, Illinois, SUA – d. 22 august 1979, New York City, New York, SUA) a fost un scriitor american. Farrell devine cunoscut în anii 1930 prin romanele sale despre proletariatul irlandez din Chicago, din care provine și scriitorul.

## Opera
- 1932 - 1935: Studs Lonigam
- 1936: Danny O'Neill
- 1940: Tată și fiu ("Father and Son")
- 1947: Literatură și moralitate ("Literature and Morality")
- 1953: Imaginea timpului ("The Face of Time").